# Mullaghmast
Mullaghmast (en irlandés: Mullach Maistín), (ortografía moderna inglesas, Mullamast) es una colina situada al sur del Condado de Kildare, Leinster, cerca de Ballitore y de las fronteras con Wicklow, Laois y Carlow. Fue un sitio importante en la prehistoria, la historia antigua y de nuevo en épocas más recientes. Está clasificada como Monumento Nacional por el Departamento de Medio Ambiente, Comunidad y Gobierno Local.

## Leyenda y prehistoria
La Metrical Dindshenchas, o Tradición de los Lugares, una colección de poemas escrita en irlandés medio con el propósito de explicar la toponimia irlandesa, afirma que Mullaghmast recibe su nombre de Maistiu, mujer de Dáire Derg, que fue asesinada por la malvada hada Gris, a la que luego mató Dáire Derg.
Un menhir de Mullaghmast, decorado con un trisquel, que se cree pertenece al final del periodo prehistórico, o comienzos de la era cristiana, figura en el Museo Nacional de Irlanda en Dublín.
Mullaghmast fue la residencia real de los reyes Uí Muiredaig (posteriormente O'Toole), una rama de la casa Uí Dúnlainge de los Laigin.

## 1578 Masacre de Mullaghmast
En 1577, Rory O'More se rebeló y sus hombres incendiaron Naas. Los 40 señores de Laois y Offaly y sus familias fueron invitadas a una conferencia de paz por Sir Henry Sidney en torno al año nuevo de 1578; Sidney se levantó y abandonó el lugar y todos los asistentes, excepto uno fueron asesinado por los hombres de Sidney. Este asesinato, en el que murieron 400 personas incluyendo a 120 O'Mores, permitió la continuación de las plantaciones inglesas en los condados del Rey y la Reina.
De los Anales de los Cuatro Maestros:
- M1577.14. Un acto horrible y abominable de traición fue cometido por los ingleses de Leinster y Meath en las personas de Offaly y Leix que estaban confederados con ellos y bajo su protección. Así sucedió: todos ellos fueron convocados para reunirse en el mayor número que fuera posible, en el gran ráth de Mullach-Maistean; y a su llegada en aquel sitio fueron rodeados por cuatro líneas de soldados y caballería, que procedieron a disparares y matarles sin piedad, de modo que ni uno sólo huyó, escapándose o por fuerza.

## Deportes
- St Laurence GAA tiene su sede en la parroquia de Narraghmore, abarcando Kilmeade, Booley, Narraghmore, Calverstown, Kilgowan, Brewel, Ballymount, Ballitore y Mullaghmast.